# Phymatopteris cartilagineoserrata
Phymatopteris cartilagineoserrata là một loài thực vật có mạch trong họ Polypodiaceae. Loài này được (Ching & S.K. Wu) S.G. Lu mô tả khoa học đầu tiên năm 2000.